# 循環報告

循環報告が生じ得る、基本的な2つの経路。点線は、末端の読者には見えていない出典関係を示している。いずれの場合にも、一番上にある、起点となっている唯一の情報源しか存在していないにもかかわらず、一番下にある末端の読者には、2つの独立した典拠が存在するように見えてしまう。

循環報告（じゅんかんほうこく、英語: circular reporting）または虚偽の確認 (false confirmation) は、史料批判において、ある情報が多数の独立した典拠に由来するように見えながら、実際にはすべての大本は唯一の典拠に依存している状態のことである。ほとんどの場合、問題は杜撰な情報収集の過程で起こる誤りに由来するが、一部の事例では最初の典拠が意図的に引き起こしていると考えられるものもある。
この問題は、諜報活動やジャーナリズム、学術研究など、様々な領域で起こる。特にミリタリー・インテリジェンスにおいては、最初の情報源が意図的に誤った情報を流そうとしている可能性がかなり高く、また、報告の連鎖によって戦場の霧の中で情報は不明確になるため、この問題は深刻なものとなる。
ウィキペディアは、しばしば循環報告の源とされることがあると批判されている。このようなウィキペディアを源とする循環報告はサイトジェネシス (citogenesis) と呼ばれることがある。 ウィキペディアは、すべての研究者やジャーナリストたちに、ウィキペディアの記事を直接の引用元とする場合は慎重に対処するよう促しており (Citing Wikipedia)、記事で参照されている典拠で確認できる情報を重視することを求めている。

## 具体的な事例

ウィキペディアの情報をもとにニュースを書き、そのニュースをもとにウィキペディアを書くことにより、虚偽の情報が固まってしまう ("Citogenesis")

以下に挙げる事例においては、循環報告によって虚偽の内容が流布されることになった。
- 2002年のニジェール疑惑[7]。
- ウィキペディアと『デア・シュピーゲル』誌が関わった、2009年のカール＝テオドール・ツー・グッテンベルクについての報道[8][9]。
- ウィキペディアと『インデペンデント』紙が関わった、2007年のサシャ・バロン・コーエンがゴールドマン・サックスで働いていたとする誤った情報の宣伝行為[10]。
- ウィキペディアとハナグマの異称に関する件は、2008年にあるアメリカ人学生が「別名として … ブラジル・ツチブタ (Brazilian aardvark) ともいう」と根拠なく加筆したことから始まり、以降の引用によって、この実際にはそれまで存在していなかった呼称が、一般的に周知の呼称であるかのように広められ、『インデペンデント』紙や『デイリー・メール』紙に掲載された記事で言及され、さらにはシカゴ大学が出版した書籍にも掲載されるに至った[11]。